# Procent prosty
Procent prosty – sposób oprocentowania wkładu pieniężnego, polegający na tym, że dochód w postaci odsetek od wkładu początkowego jest wyznaczany proporcjonalnie do długości okresu oprocentowania i nie jest doliczany do wkładu (nie podlega kapitalizacji) – nie procentuje więc wraz z nim w następnym okresie rozliczeniowym.

## Obliczanie procentu prostego
Oznaczenia:
- {\displaystyle PV} – wartość bieżąca (present value) – kapitał początkowy,
- {\displaystyle FV} – wartość przyszła (future value) – kapitał końcowy,
- {\displaystyle r} – roczna stopa procentowa,
- {\displaystyle n} – czas oprocentowania w latach.

Wówczas zachodzi:
{\displaystyle FV=PV(1+rn).}
Uwaga: w praktyce obliczania odsetek ważna jest kwestia konwencji odnośnie do wyznaczania liczby dni w okresie odsetkowym oraz liczby dni w roku. Zwykle przyjmowana jest konwencja ACT/ACT, w której przyjmuje się rzeczywistą liczbę dni w okresie odsetkowym oraz rzeczywistą liczbę dni w roku. Jednak możliwe jest także zastosowanie innych konwencji, w tym m.in. tzw. reguły bankowej.

## Związki z dyskontem prostym
Pojęciem pokrewnym do procentu prostego jest dyskontowanie proste, które polega na wyznaczaniu kapitału początkowego na podstawie znanej wartości kapitału końcowego. Wyróżnia się dyskontowanie proste rzeczywiste oraz dyskontowanie proste handlowe. W przypadku dyskontowania rzeczywistego wykorzystywana jest zdefiniowana powyżej stopa oprocentowania prostego r, a wartość kapitału początkowego jest wyznaczana bezpośrednio z formuły na obliczanie procentu prostego:
{\displaystyle PV={\frac {FV}{1+rn}}.}
W przypadku dyskontowania handlowego bazę dla stopy procentowej stanowi wartość kapitału końcowego. Formuła służąca wyznaczaniu wartości kapitał początkowego jest następująca:
{\displaystyle PV=FV(1-dn),}
gdzie {\displaystyle d} oznacza stopę dyskontowania prostego w ujęciu rocznym, a pozostałe oznaczenia pozostają bez zmian. Stopa dyskontowania prostego jest interpretowana jako rabat za wcześniejsze dokonanie płatności.
Między stopą oprocentowania prostego i stopą dyskontowania prostego zachodzi następujący związek:
{\displaystyle FVdn=PVrn.}
Można go przekształcić na następujące trzy równoważne postacie:
{\displaystyle d={\frac {r}{1+rn}},}
{\displaystyle r={\frac {d}{1-dn}},}
{\displaystyle n={\frac {1}{d}}-{\frac {1}{r}}.}
Stopa dyskontowania prostego {\displaystyle d} jest zawsze mniejsza od stopy oprocentowania prostego {\displaystyle r.}